# Foxrock
Foxrock (en irlandés Carraig an tSionnaigh) es un barrio residencial de Dublín, República de Irlanda. Se localiza en el condado de Dun Laoghaire-Rathdown, en el distrito postal n.º 18 de Dublín. 

## Historia
El barrio residencial de Foxrock fue desarrollado por William y John Bentley y Anthony y Edward Fox, quienes, en 1859, arrendaron las tierras de la finca Foxrock a la iglesia de Irlanda, con el objetivo de crear un amplio barrio residencial ajardinado.

Su desarrollo fue favorecido por la existencia de una línea de ferrocarril, la de Harcourt Street, construida en 1854, lo que facilitó el acceso a Dublín. Los promotores donaron una parcela a la Dublin Wicklow and Wexford Railway Company para que edificaran la estación de Foxrock, que abrió sus puertas en 1861. En 1862, se publicó en el periódico Irish Times el siguiente anuncio: 
"Bonitas parcelas para mansiones y villas - propiedad Foxrock, etc."
 El hipódromo Leopardstown se terminó en 1888, y el club de golf abrió en 1898.
Foxrock posee varios colegios e institutos de enseñanza secundaria, como el convento Sisters of Loreto Convent, Foxrock para chicas.
El Harcourt Street railway line de Dublín (Harcourt Street) a Bray atraviesa Foxrock. 
El escritor y Premio Nobel Samuel Beckett nació en 1906 en la casa Cooldrinagh, en Kerrymount Avenue.